# جوناثان آي. شوارتز
جوناثان آي. شوارتز (بالإنجليزية: Jonathan I. Schwartz)‏ هو عالم حاسوب ورائد أعمال وشخصية أعمال أمريكي، ولد في 20 أكتوبر 1965.

## وصلات خارجية
- الموقع الرسمي
- جوناثان آي. شوارتز على موقع الموسوعة البريطانية (الإنجليزية)
- جوناثان آي. شوارتز على موقع مونزينجر (الألمانية)
- جوناثان آي. شوارتز على موقع إن إن دي بي (الإنجليزية)